# Pegasystems
Pegasystems — американская компания, разработчик программного обеспечения для организаций, базирующаяся в Кембридже (штат Массачусетс). Основана в 1983 году. Разрабатывает программное обеспечение для управления взаимоотношениями с клиентами (CRM), автоматизации цифровых процессов и управления бизнес-процессами (BPM). Акции компании публично торгуются с 1996 года на NASDAQ (тикер PEGA).
Основатель — Алан Трефлер. Первый крупный корпоративный заказчик — American Express, которому был внедрён движок бизнес-правил PegaRules (впоследствии ставший основой BPM-системы). К началу 1990-х годов отмечалась как один из лидеров рынка связующего программного обеспечения по управлению бизнес-правилами (наряду с Fair Isaac и ILOG).
В конце 1990-х годов пережила период финансовых проблем в связи с ошибками бухгалтерского учёта; после восстановления доходов SEC вела расследование обстоятельств, которое было прекращено в 2002 году.
В марте 2010 года компания приобрела фирму Chordiant (разработчика корпоративного программного обеспечения) примерно за $161,5 млн. В октябре 2013 года куплена компания-разработчик мобильных приложений Antenna Software за $27,7 млн.
Системы компании основаны на общей платформе под наименованием Pega, основные продукты — система управления бизнес-процессами (BPM) и управления взаимоотношениями с клиентами (CRM). Продукты отпускаются как для установки на мощностях заказчиков, так и доступны на облачных платформах, включая Microsoft Azure и Amazon Web Services.